# Lijst van oorlogsmonumenten in Hoogeveen
De Nederlandse gemeente Hoogeveen heeft 12 oorlogsmonumenten. Hieronder een overzicht.
| Nr.  | Object                              | Herdachte groep | Ontwerper                                | Onthulling       | Type            | Locatie                     | Plaats          | Coördinaten                   | Foto                                |
| ---- | ----------------------------------- | --- | ---------------------------------------- | ---------------- | --------------- | --------------------------- | --------------- | ----------------------------- | ----------------------------------- |
| 573  | Oorlogsmonument                     | militairen in dienst van het Ned. Kon. na 1945, geallieerde militairen, burgerslachtoffers, verzet Nederland                                 |                                          | 8 april 1995     | gedenksteen     | Brugstraat                  | Nieuwlande      | 52° 41' 44" NB, 6° 36' 38" OL | Oorlogsmonument                     |
| 578  | Monument met de Yad Vashem-oorkonde | vervolgden Nederland, verzet Nederland |                                          |                  | gedenkmuur      | Brugstraat                  | Nieuwlande      | 52° 41' 46" NB, 6° 36' 38" OL | Monument met de Yad Vashem-oorkonde |
| 993  | De Kaars                            | geallieerde militairen, militairen in dienst van het Ned. Kon. 1940-1945, vervolgden Nederland, verzet Nederland                             | Albert Metselaar                         | 4 mei 1995       | overig          | Hendrik Raakweg 19, 7913 AM | Hollandscheveld | 52° 42' 25" NB, 6° 32' 24" OL | De Kaars                            |
| 994  | Monument aan de Schutstraat         | vervolgden Nederland |                                          | 17 augustus 1990 | gedenksteen     | Schutstraat, 7907 CA        | Hoogeveen       | 52° 43' 11" NB, 6° 28' 16" OL | Monument aan de Schutstraat         |
| 995  | Oorlogsmonument                     | militairen in dienst van het Ned. Kon. na 1945, geallieerde militairen, militairen in dienst van het Ned. Kon. 1940-1945, burgerslachtoffers | Koos Kip                                 | 6 april 1993     | overig          | Zuiderweg, 7907 CH          | Hoogeveen       | 52° 42' 54" NB, 6° 28' 13" OL | Oorlogsmonument                     |
| 996  | Verzetsmonument                     | verzet Nederland | Firma L. Petit                           | 4 mei 1949       | beeld/sculptuur | Raadhuisplein, 7901 BP      | Hoogeveen       | 52° 43' 34" NB, 6° 28' 32" OL | Verzetsmonument                     |
| 997  | Joods monument                      | vervolgden Nederland | Wim van den Hoek (1962), Koos Kip (1981) |                  | beeld/sculptuur | Zuiderweg, 7907 CH          | Hoogeveen       | 52° 43' 1" NB, 6° 28' 18" OL  | Joods monument                      |
| 2061 | Verzetsmonument                     | vervolgden Nederland, verzet Nederland | Paul Hulskamp                            | 11 april 1985    | beeld/sculptuur | Brugstraat, 7918 AD         | Nieuwlande      | 52° 41' 45" NB, 6° 36' 39" OL | Verzetsmonument                     |
| 2221 | Monument in het Spaarbankbos        | burgerslachtoffers, vervolgden Nederland, verzet Nederland                                                                                   | Albert Geertjes                          | 25 februari 2003 | beeld/sculptuur | Spaarbankbos                | Hoogeveen       | 52° 44' 53" NB, 6° 28' 5" OL  | Monument in het Spaarbankbos        |
| 3843 | Monument aan de Wijsterseweg        | burgerslachtoffers |                                          |                  | gedenksteen     | Wijsterseweg, 7901 TC       | Hoogeveen       | 52° 44' 30" NB, 6° 28' 24" OL | Monument aan de Wijsterseweg        |
| 2988 | Monument voor de familie Flokstra   | verzet Nederland |                                          | 11 april 2007    | gedenksteen     | Nijstad 15, 7909 HS         | Hoogeveen       | 52° 42' 50" NB, 6° 26' 1" OL  | Monument voor de familie Flokstra   |
| 3247 | Monument voor Geallieerde Vliegers  | geallieerde militairen |                                          | 4 mei 1996       | plaquette       | Kerkhoflaan, 7913 VV        | Hollandscheveld | 52° 42' 26" NB, 6° 34' 23" OL | Monument voor Geallieerde Vliegers  |
|      | Stolpersteine                       | vervolgden Nederland | Gunter Demnig                            |                  | reliëf          |                             | Hoogeveen       |                               |                                     |

Aa en Hunze ·
Assen ·
Borger-Odoorn ·
Coevorden ·
De Wolden ·
Emmen ·
Hoogeveen ·
Meppel ·
Midden-Drenthe ·
Noordenveld ·
Tynaarlo ·
Westerveld